# 395
Cette page concerne l'année 395  du calendrier julien. Pour l'année 395 av. J.-C., voir 395 av. J.-C. Pour le nombre 395, voir 395 (nombre).
L'année 395 est une année commune qui commence un lundi.

## Événements
- Janvier : les Huns traversent le Danube gelé et envahissent la plaine de Mésie en marchant jusqu’aux Alpes. Ils profitent de la faiblesse de la frontière à l’est et sur le Danube inférieur, l'empereur Théodose Ier ayant retiré les légions des provinces orientales afin de lutter contre l’usurpateur Eugène (394), et ayant amené en Italie les Wisigoths établis au Sud du Danube pour défendre la Mésie. À la nouvelle de l’attaque hunnique, les bandes de Goths qui ravagent l’Illyricum, la Mésie et la Thrace déplacent avant la fin de l’hiver leurs campements vers le sud des Balkans, à l’intérieur de l’Empire[1].

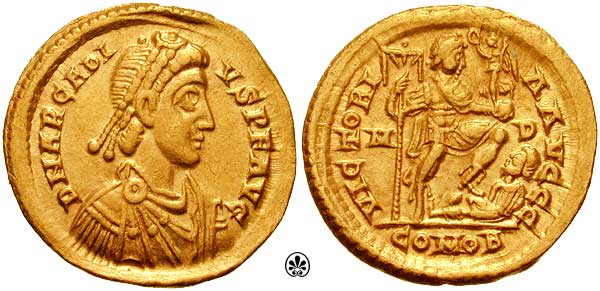
Flavius Arcadius, empereur d'Orient.

- 17 janvier : mort de l'empereur romain Théodose Ier le Grand, dernier empereur à régner sur l'Empire romain unifié, qui est définitivement partagé en deux : l'Empire d'Orient et l'Empire d'Occident. Le fils de Théodose Ier Arcadius devient le premier empereur romain d'Orient (395-408)], son frère Honorius, âgé de onze ans, le premier empereur romain d'Occident (395-423). Le vandale Stilicon, maître de la milice et époux de la nièce et fille adoptive de Théodose Ier, Serena, devient régent de l’empire d’Occident pendant treize ans[2].

- 27 avril : Arcadius épouse Eudoxie, fille du Franc Bauto, qui soutient les ariens contre les orthodoxes[2]. L’impératrice gouverne en Orient avec les ministres Rufin et Eutrope.
- Printemps-été :
  - Révolte des fédérés Wisigoths d’Alaric Ier qui dévastent la Thrace et la Macédoine[3].
  - Vers la fin du printemps, Stilicon rassemble les troupes d’Orient et d'Occident et intervient contre les Goths révoltés. Il avance jusqu'en Thessalie, quand il reçoit un ordre d'Arcadius lui demandant de lui renvoyer les troupes d'Orient, ce qu'il fait en les confiant à Gaïnas, puis rebrousse chemin[2]. Il entre en conflit avec Rufin, ministre d’Arcadius en Orient sur la question de l’Illyricum oriental, détaché par Théodose Ier de l’empire d’Orient pour l’intégrer dans l’empire d’Occident. Stilicon se vengera des entraves faites à ses actions en Orient en faisant assassiner Rufin[4].
  - Rufin aurait pris contact avec les Huns[1].
  - Après le départ de Stilicon, les Wisigoths traversent les Thermopyles, imposent un tribut à Athènes puis passent l'isthme de Corinthe et pillent le Péloponnèse[3].
- Août-novembre : les Huns, qui ont envahi la Mésie au début de l’année, attaquent l’Empire romain sur un deuxième front ; ils traversent le Caucase vers l’Asie Mineure et la Syrie[1].
- 9 novembre : funérailles de Théodose à Constantinople[5].
- 27 novembre : Arcadius et son ministre Flavius Rufinus (parfois appelé Rufin), préfet du prétoire de Théodose Ier et régent de l’empire romain d'Occident pendant la minorité d'Honorius viennent passer en revue l'armée de Gaïnas devant les murs de Constantinople. Gaïnas en profite pour appliquer le plan ou du moins le souhait de Stilicon : l'armée massacre Rufin sous les yeux d'Arcadius ; Stilicon, devient régent à sa place et nomme Eutrope, comme préfet du prétoire[2]. Celui-ci mènera la même politique d’obstruction que Rufin. Les Wisigoths, installés en Illyricum oriental, seront détournés vers l’Occident en 397[4].
- Décembre : Augustin devient évêque d’Hippone[6]. Il s’attache à réunifier l’Église d’Afrique, notamment en luttant contre les donatistes dirigés par Primianus[7].

- Inde : le dernier satrape occidental Rudrasimha III est vaincu par les Gupta[8].

## Naissances
- Hunimund Filius Hermanarici, prince des Suèves du Danube, mort en 469.

## Décès en 395
- 17 janvier : Théodose Ier le Grand, empereur romain, à Milan. Ce qui entraîna la scission définitive entre l'Empire romain d'Orient et celui d'Occident.
- 27 novembre : Flavius Rufinus (parfois appelé Rufin), préfet du prétoire de Théodose Ier et régent de l’empire romain d'Occident pendant la minorité d'Honorius, mort assassiné. (° en 335).
- Décès du rhéteur Libanios d'Antioche, né en 314, mort en 393 ou 395, ultime feu de la rhétorique antique.
- Rome, décès de l'historien latin païen Ammien Marcellin dont l'œuvre (perdue) prolongeait celle de Tacite (395, 400).